# 浜地晴帆
浜地 晴帆（はまち はるほ、2001年5月15日 - ）は、三重県出身の女子競輪選手。日本競輪選手会三重支部所属、ホームバンクは松阪競輪場。日本競輪選手養成所第122期生。師匠は三宅裕武（88期）。

## 経歴
中学・高校時代は陸上競技に打ち込んだ。三重高等学校の同級生だった小西晴己（121期）の勧めもあり競輪選手の道に進んだという。
2021年1月14日、日本競輪選手養成所第122回技能試験に合格。在所競走成績は13位（0勝）。卒業記念レースは決勝4着。
2022年5月7日、松山競輪場でデビューし3着。初勝利は同年5月9日の松山競輪場で挙げた。